# 전용남
전용남(생년 미상 ~ )은 조선민주주의인민공화국의 정치가이다. 조선로동당 중앙위원회 위원 겸 최고인민회의 제13기 대의원, 상임위원회 위원이다.

## 경력
2012년 3월 리용철 후임으로 김일성사회주의청년동맹 중앙위원회 1비서에 임명되었고, 같은해 7월 김일성사회주의청년동맹 중앙위원회 위원장으로 선출되었다. 2012년과 2014년, 제12기와 제13기 최고인민회의 상임위원회 위원을 지냈으며 2012년 11월 국가체육지도위원회 위원에 선출되었다. 2016년 5월, 조선로동당 제7차 대회에서 조선로동당 중앙위원회 위원에 임명되었다.
2016년 7월, 조선반도의 평화와 자주통일을 위한 북 남 해외 제정당 단체 개별인사들의 연석회의 북측준비위원회 부위원장을 맡았고, 2016년 8월부터 2017년 11월까지 김일성-김정일주의청년동맹 중앙위원회 1비서를 지냈다.

## 최고인민회의 대의원
2012년 9월 최고인민회의 제12기 대의원과 2014년 3월 제13기 대의원을 지냈다.

## 기타
2015년 11월 리을설 사망 당시에 국가장의위원회 위원을 맡았다.